# Nesomyrmex evelynae
Nesomyrmex evelynae es una especie de hormiga del género Nesomyrmex, tribu Crematogastrini, familia Formicidae. Fue descrita científicamente por Forel en 1916.
Se distribuye por Burkina Faso, República Centroafricana, República Democrática del Congo, Ghana, Kenia y Uganda. Se ha encontrado a elevaciones de hasta 943 metros. Habita en selvas tropicales.